# Trippaert
Het kasteel Trippaert stond in de Nederlandse stad Thorn, provincie Limburg. Het kasteel was een leengoed van de abdij van Thorn. Tevens was het een riddermatig goed, waardoor de adellijke eigenaren toegang hadden tot het lidmaatschap van de ridderschap van Thorn. Daarnaast was er een laathof aan Trippaert verbonden.

## Geschiedenis
De oudste vermelding van het goed Trippaert dateert uit juni 1400: Jean Trippaert werd toen genoemd als leenman van de abdis van Thorn. Rond 1420 kwam het goed in handen van de familie Van Pollart vanwege het huwelijk tussen Jean Dirkszn van Pollart met Jeans dochter Agnes. In 1476 kwam het huis terecht bij Franck Pollart, mogelijk via aankoop.
Rond 1625 trouwde erfdochter Antonette van Pollart met Peter Bock van Haesdal. Antonette bracht de Trippaert mee in haar huwelijk. Toen zij waren overleden, ging het huis naar haar zus Agnes, die was gehuwd met Johan van Oldenhoven. Hun nazaten bleven enige tijd eigenaar van de Trippaert, maar het is onbekend tot wanneer zij dit bleven.
Toen in de 18e eeuw Johannes Mattheus Meulenbergh de nieuwe eigenaar werd, was het huis inmiddels vervallen tot een pachthoeve. Via vererving in vrouwelijke lijn kwam de Trippaert in handen van de families Houben en Leers. De laatste leenman was Nicolaes Leers, die in 1781 door de abdis met het huis Trippaert werd beleend. Hierna werd het leenstelsel door de Franse bezetter afgeschaft.

## Beschrijving

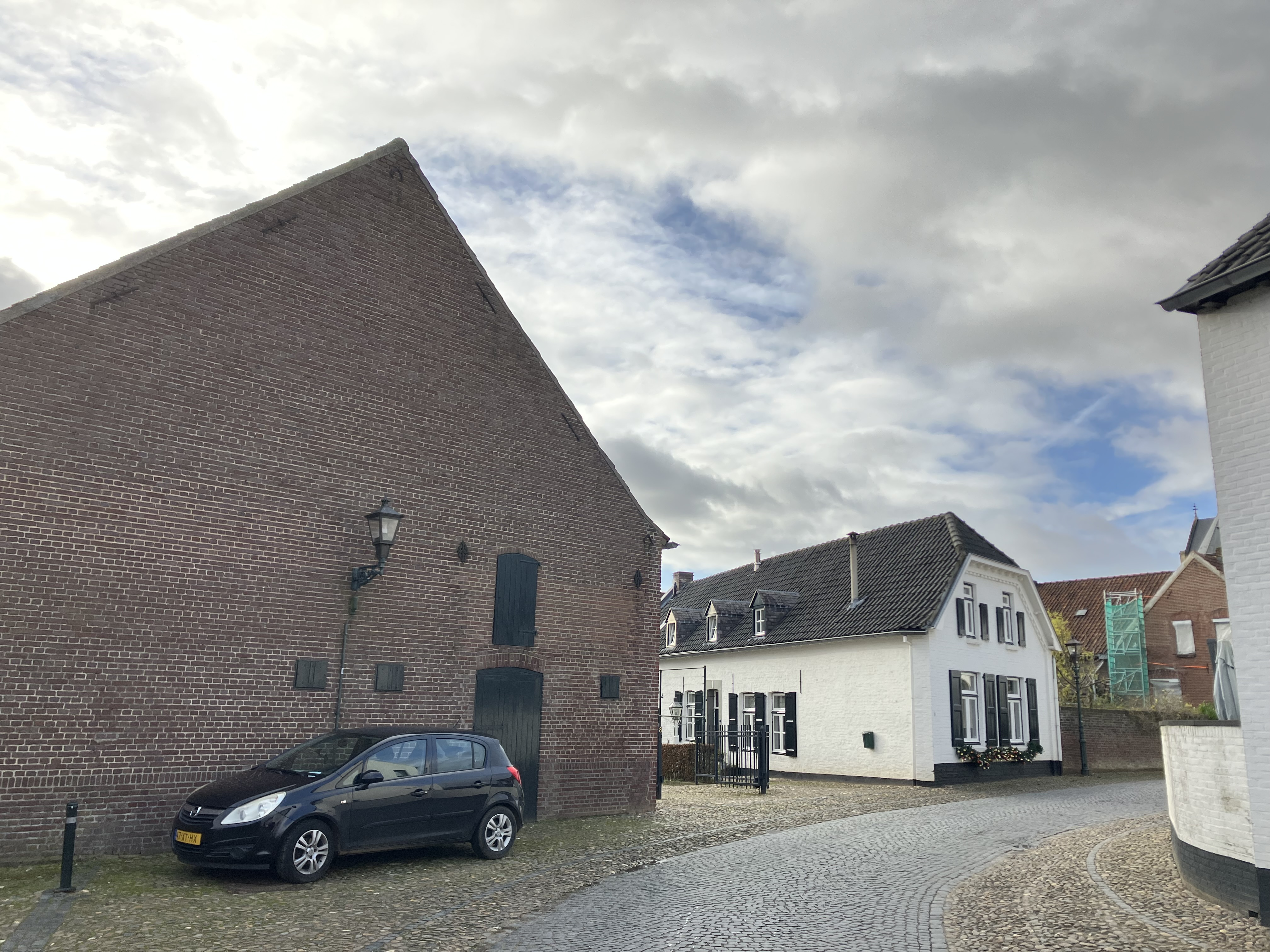
De hoeve aan de Trippaardstraat

Het is onbekend hoe het oorspronkelijke huis Trippaert er uit heeft gezien. De Thornse leenregisters spreken in de 15e eeuw van een zogenaamd blokhuis, en in 1662 wordt melding gemaakt van grachten en wallen. Die grachten – gevoed door een sloot vanuit de Thornse Beek – zijn ook nog zichtbaar op kaarten van begin 19e eeuw. Uit deze gegevens kan de conclusie worden getrokken dat het huis Trippaert oorspronkelijk een verdedigbaar bouwwerk is geweest. Deze conclusie wordt versterkt door het feit dat Trippaert een riddermatig goed was.
Het oorspronkelijke huis zal in de 15e eeuw zijn gebouwd. Het is vermoedelijk in de 18e eeuw afgebroken, waarna er alleen nog een pachthoeve is overgebleven. Deze hoeve ligt rondom een driehoekige binnenplaats, met aan de zuidzijde het woongedeelte. Het vierkante terrein ten zuiden van de hoeve is de voormalige kasteellocatie.
Aerwinkel · Kasteel Afferden · Aldt Huys · Aldenborgh · Kasteel Aldenghoor · Aldenhoven · Alte Burg · Kasteel Amstenrade · Slot Annendael · Kasteel Arcen · Baersdonck · Bakvliet · Baronsberg · Baxhof · Beegden ·  Benzenrade · Kasteel De Berckt · Kasteel Bethlehem · Beusdaelshof · Binsfeld · Huis Blankenberg · Kasteel Bleijenbeek · Blitterswijck · Boerlo · Bolberg · Bollenberg · Kasteel De Bongard · Borggraaf · Kasteel d'Erp · Kasteel Borggraaf · Kasteel Borgharen · Kasteel Born · Huis Bree · Breust · Kasteel Broekhuizen · Broekhuizen · Gracht Burggraaf · Kasteel De Burght · Kasteel Cartils · Cloppenburg (Oost-Maarland) · Kasteel Cortenbach · Huis De Dael · Dammerscheid · Kasteel De Bockenhof · De Donck (Sevenum) · De Donck (Swolgen) · De Dorth ·  Huis ten Dijcken · Kasteel Doenrade · De Doom · Douve · Douvenrade · De Dries · Kasteel Erenstein · Kasteel Eijsden · Eijsden · Einrade · Kasteel Elsloo · Ensenbroek · Eperhuis · Etzenraderhuuske · Exaten · Kasteel Eijckholt · Kasteel Eyckholt · Eys · Gastendonck · Kasteel Genbroek · Gebroken Slot · Kasteel Geijsteren · Kasteel Op Genhoes · Kasteel Genhoes · Genneperhuis · Kasteel Het Geudje · Kasteel Geulle · Kasteel Geusselt · Geijsteren · Gen Heck · Ghoor · Kasteel Goedenraad · Kasteel Grasbroek · Kasteel Groenendaal · Groethof · Groot Paarlo · Kasteel van Gronsveld · De Gun ·Kasteel Haeren · Kasteel Den Halder · Heerlaer · Heeze · Heijen · 's-Herenanstel · Kasteel Hillenraad · Kasteel Hoensbroek · Hoenshuis · Holstrate · Holtmühle · Huize Holtum · Kasteel Horn · De Horst · Huys ter Horst · Ten Hove (Grathem) · Ten Hove (Panningen) · Huis Brias · Huis Darth ·  Kasteel Hurpesch · Kasteel Sint-Jansgeleen · Kasteel Jerusalem · Kasteel Kaldenbroek · Den Kamp · Kasteel Karsveld · Kasteel Keverberg · Klein Paarlo · Klimmender Huuske · De Kolck · Koppelberg · Laar · Landsfort · Kasteel Lemiers · Kasteelruïne Lichtenberg · Kasteel Limbricht · Lonesteyn · Huize Lovendael · Mazenburg · Kasteel van Meerlo · Kasteel Meerssenhoven · Meezenbroek · Kasteel van Mheer · Middelaar · Kasteel Millen · Kasteel Montfort · Movert · Mulrode · De Munt · Château Neercanne · Kasteel Neubourg · Nienghoor · Huis Nierhoven · Kasteel Nieuwenbroeck · Nije Huys · Kasteel Nijenborgh · Kasteel Nijswiller · Nijthuysen · Kasteel Obbicht · Oedenrade · Kasteel Ooijen · Kasteel Oost (Valkenburg) · Kasteel Oost (Oost-Maarland) · Kasteel Ouborg · Overen · Kasteel Passarts-Nieuwenhagen · Prickenis · Prinsenhof · Puth · De Putting · Raath · De Raay · Ravenhof · Kasteel Reijmersbeek · Kasteel van Rijckholt · Kasteel Rivieren · Rodenbroek · Rosendaal · Kasteel Schaesberg · Kasteel Schaloen · Te Scharen · Schenkenburg · Kasteel Scheres · De Spijker (Geijsteren) · De Spijker (Leeuwen) · Huis Severen · Sibberhuuske · Château St. Gerlach · Spraland · Huis De Spyker · Huize Stalberg · Stalberg (Wellerlooi) · De Steeg · Kasteel Stein · Steinhagen · Steenen Huis · Stoel van Swentibold · Strijthagen (Landgraaf) · Strijthagen (Welten) · Struyver · Kasteel Terborgh · Terlinden (Wijnandsrade) · Terveurdt · Ter Weyer · Kasteel Ter Worm · De Tombe · Huis De Torentjes · Triest · Trippaert · Kasteel Vaalsbroek · Kasteel Vaeshartelt · Valkenburg · Vliek · De Vroenhof · Vrijburg · Kasteel Wambach · Warenberg · Well · Weyershof ·  Wijlre · Kasteel Wijnandsrade · Wijnandsrade · Wijnantshof · Wissegracht · Huize Witham · Kasteel Wittem · Wolfrath · Wylre